# Liane Ollech
Liane Ollech (* 27. März 1957 in Berlin) ist eine deutsche Politikerin (SPD). Sie war von 2006 bis 2016 Mitglied des Abgeordnetenhauses von Berlin.

## Leben
Nach dem Abitur absolvierte Ollech eine Ausbildung zur Kauffrau. Im Anschluss besuchte sie eine kaufmännische Bildungsakademie. Seit 1980 ist sie als selbständige Unternehmerin tätig. Sie ist geschieden.
Ollech trat 1997 in die SPD ein. Von 2002 bis 2007 war sie stellvertretende Landesvorsitzende (ab 2004 Abteilungsvorsitzende) der AGS innerhalb der Berliner SPD.
Ollech gehörte von 1999 bis 2006 der Bezirksverordnetenversammlung Marzahn-Hellersdorf (bis 2000 Marzahn) an. Sie war dort wirtschaftspolitische Sprecherin und Mitglied des Fraktionsvorstandes der SPD sowie Mitglied des Ausschusses für Wirtschaft und Grundstücke. Seit Oktober 2016 ist sie wieder Mitglied der BVV Marzahn-Hellersdorf.
Bei den Abgeordnetenhauswahlen im September 2006 und im September 2011 wurde Ollech jeweils über die Bezirksliste Marzahn-Hellersdorf in das Berliner Abgeordnetenhaus gewählt. Im Parlament war sie Mitglied des Fraktionsvorstandes und ab 2011 Vorsitzende des Arbeitskreises Wirtschaft, Technologie und Forschung der SPD-Fraktion. In der 17. Legislaturperiode war sie Mitglied des Ausschusses für Wirtschaft, Forschung und Technologie und des Ausschusses für Stadtentwicklung und Umwelt. Nach der Wahl zum Abgeordnetenhaus von Berlin 2016 schied sie im Oktober 2016 aus dem Parlament aus.
Ollech ist Mitglied der Arbeiterwohlfahrt, Mitglied des Kuratoriums der Hochschule für Wirtschaft und Recht Berlin und stellvertretendes Mitglied des Kuratoriums der Alice Salomon Hochschule Berlin.